# Winden (Gemeinde Melk)
Winden ist eine Ortschaft und eine Katastralgemeinde der Stadtgemeinde Melk im Bezirk Melk in Niederösterreich.

## Geschichte
Im Urbar 1289/94 wird in Winden ein Meierhof und ein Acker im Besitz des Stifts Melk genannt. Immer wieder kam es zu Schenkungen an das Stift Melk, was auf eine gewisse Größe des Ortes hinweist und auch diverse, in Melk zu Bekanntheit gekommene Bürger stammten mutmaßlich aus Winden, worauf auch Namen wie Windner, Windsberger usw. hinweisen. Ende des 16. Jahrhunderts bestand Winden aus 11 Häusern.
Nach der Schlacht von Austerlitz wurden am 13. Dezember 1805 etwa 4000 bis 5000 gefangene russische Soldaten des Kutusowschen Korps im Stift Melk untergebracht, wobei 500 von ihnen eng zusammen gedrängt in der nördlichen Bastei nächtigten. Am nächsten Tag wurden 300 Gefangene in der Bastei tot aufgefunden. Sie waren im Schlaf an Rauchgasen erstickt. Die Toten wurden nahe dem Dorf Winden begraben und 1895 wurde ihnen ein Gedenkkreuz errichtet.
Laut Adressbuch von Österreich waren im Jahr 1938 in Winden ein Gastwirt, ein Wagner und ein Landwirt ansässig.